# Seattle-Tacoma International Airport
Seattle-Tacoma International Airport er en lufthavn beliggende syd for Seattle. Der blev igennem næsten 40 år fløjet fra Københavns Lufthavn med SAS, der til sidst havde daglige afgange. Det sluttede i 2009. Flyvetiden var ca. 9½ timer. Lufthavnens kaldenavn er Sea-Tac. Kommer man ind fra nord, flyves der direkte henover Boeing-fabrikkerne.
Omkring lufthavnen er efterhånden opvokset en by, som har eget bystyre, politi mm. Byen er opkaldt efter lufthavnen og hedder City of SeaTac.